# Gianfranco Ferré
Gianfranco Ferré (Legnano, 15 augustus 1944 – Milaan, 17 juni 2007) was een bekend Italiaans modeontwerper. Hij had als bijnaam "de architect van de mode" vanwege zijn opleiding en zijn oorspronkelijke aanpak bij het ontwerpen van mode. Hij bewonderde sterk het werk van collega-architect-modeontwerper Cristóbal Balenciaga.

## Biografie
Gianfranco Ferré studeerde aanvankelijk architectuur aan het Polytechnisch Instituut te Milaan (1969). Daarna ving, na een lange buitenlandse reis doorheen India, een carrière als modeontwerper aan, met het ontwerpen van accessoires voor gevestigde bedrijven als Walter Albini en Christiane Bailly. Bekende sieraden en riemen die het midden hielden tussen pop en design kwamen in productie bij Baila. 

Vervolgens was hij actief als ontwerper van regenmantels in 1972-74. Hij startte zijn eigen bedrijf onder de naam "Gianfranco Ferré Company" en lanceert in 1978 zijn eerste "Ready to Wear" kleding met accessoires voor dames, genoemd "Donna". Kenmerkend is de klassieke snit, de grafische vormgeving met kunstige constructies gelijkend op sculpturen. Zijn eerste mannenkledij collectie zag het licht in 1982. In 1986 presenteerde hij zijn eerste met veel succes ontvangen, echt uitgebreide High Fashion collectie in Rome. Samen met Giorgio Armani en Gianni Versace kon Ferré wedijveren met de destijds dominante Franse couturiers als Yves Saint Laurent en Emanuel Ungaro.
Ferré werd artistiek directeur bij Christian Dior in Parijs in 1989, toen hij werd gekozen door Bernard Arnault als vervanger van Marc Bohan. Een bontcollectie zag het licht. In 1994 kreeg de ontwerper de wind van voren, omdat hij regisseur Robert Altman op de Dior-show opnames liet maken voor "Prêt-à-porter". Aan de samenwerking met Dior kwam een eind in 1996.
Zijn eigen label, dat daarop volgde bevatte meer draagbare functionele kledij zonder extravagante details. Onder de naam ‘GFF Gianfranco Ferré’ bracht hij een nieuw parfum op de markt. In 2000 lanceerde Ferré een kinderkledinglijn met als kenmerk: grappige vormen, opvallende motiefjes en spaarzaam kleurgebruik.
Ferré's ontwerpen bezitten alle een duidelijke, strakke lijn en hebben een vrouwelijke uitstraling. De witte blouse, in oneindige mouwvariaties steeds opnieuw bedacht, werd een van zijn handelsmerken; zakenvrouwen uit de hele wereld droegen zijn pakken. De ontwerper experimenteerde graag met nylon hi-tech-stoffen en plastics als alternatieve materialen. Beroemd zijn ook zijn avondjurken, bezet met duizenden steentjes. Als architect gevormd, hechtte hij meer belang aan vormen dan aan kleuren en behandelde hij het vrouwenlichaam als een te kleden sculptuur. Uit krachtige vormen zoals kegels, cilinders en piramide, die de basis vormden voor zijn ontwerpen, ontstonden telkens weer buitengewone en elegante kledingstukken. Een modecollectie van Ferré was ook steeds beïnvloed door andere disciplines, cultuurperiodes en de beeldende kunst. Dit idee werd later overgenomen in de meeste modeacademies.
Oprah Winfrey noemde Ferré haar favoriete ontwerper. Ferré mocht celebrities als Sharon Stone, Paloma Picasso, Elizabeth Taylor en prinses Diana tot zijn klantenbestand rekenen. Julia Roberts en Skin van de groep Skunk Anansie figureerden in Ferré's reclamecampagnes.
In 2000 nam de holding Gruppo Tonino Perna voor 90 % het modehuis over, dat twee jaar later op zijn beurt overging in de in luxegoederen gespecialiseerde groep IT Holding. De ontwerper bleef evenwel aan het hoofd van het ontwerpersteam staan.
Op 17 juni 2007 overleed de ontwerper in een Milanees ziekenhuis aan een hersenbloeding op de leeftijd van 62 jaar. Hij was aldaar bezig met voorbereiding van de presentatie van de lente- en zomercollectie 2008. Ferré werd op 19 juni 2007 begraven te Legnano, Italië.

## Onderscheidingen
- "Occhio d'Oro Award" (zes keer) voor de beste Italiaanse ontwerper
- "Gold Medal" van de stad Milaan
- "Commendatore del Ordine decoration" van de president van de Italiaanse republiek
- "Dé d'Or" (De gouden vingerhoed of de Franse mode Oscar) voor zijn eerste haute-couture-collectie (1989)

## Reacties van collega's
Donatella Versace wilde aan het vakblad Women's Wear Daily het volgende kwijt: "Ferré was een gentleman zoals ze nu niet meer bestaan. Een grote couturier die absolute chic kon creëren met details die ik nooit beu zal worden en die altijd zullen deel uitmaken van de modegeschiedenis."

Giorgio Armani spreekt over Ferré "als een echte artiest, een waardige man met een grote verantwoordelijkheidszin". Armani hield Ferré's werk altijd in de gaten en hij had een grote bewondering voor de samenhang, de ratio en het gevoel voor kunst waarop hij tot het einde zijn filosofie baseerde.

Andere collega's roemen hem als de ontwerper die de Italiaanse couture hielp veranderen.